# Grubenunglück von Lengede

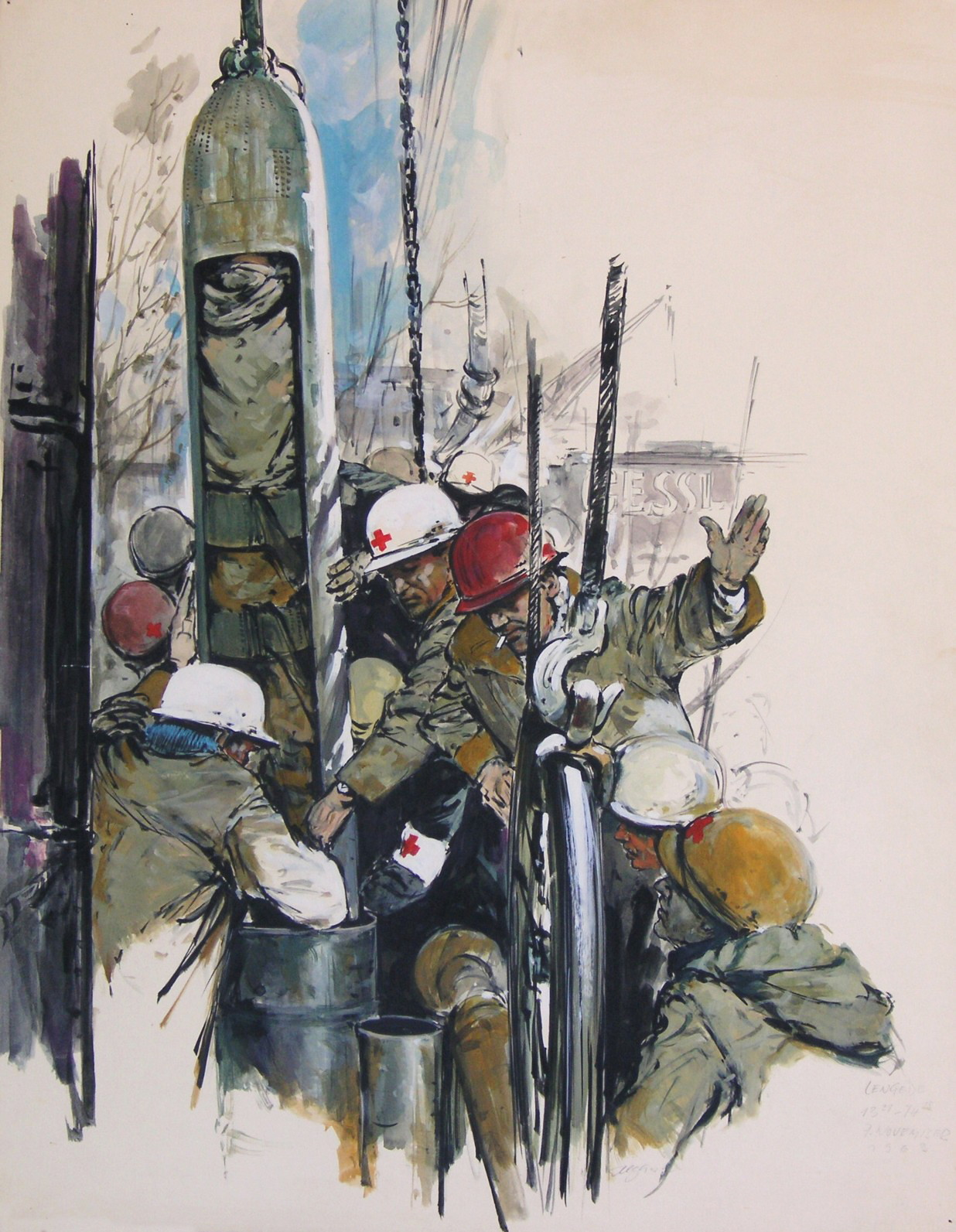
Das Wunder von Lengede, die Rettung, Illustration von Helmuth Ellgaard (1963)

Das Grubenunglück von Lengede ereignete sich am 24. Oktober 1963 auf dem Gemeindegebiet von Lengede in dem zur Ilseder Hütte gehörenden Eisenerzbergwerk Lengede-Broistedt.
Von 129 Bergleuten der Mittagschicht, die sich zum Zeitpunkt des Bergbau-Unglücks unter Tage befanden, kamen 29 ums Leben.
Die kaum noch für möglich gehaltene Rettung von elf eingeschlossenen Bergleuten nach vierzehn Tagen ging als Wunder von Lengede in die Geschichte ein.

## Ablauf

### Das Unglück und die ersten Stunden danach

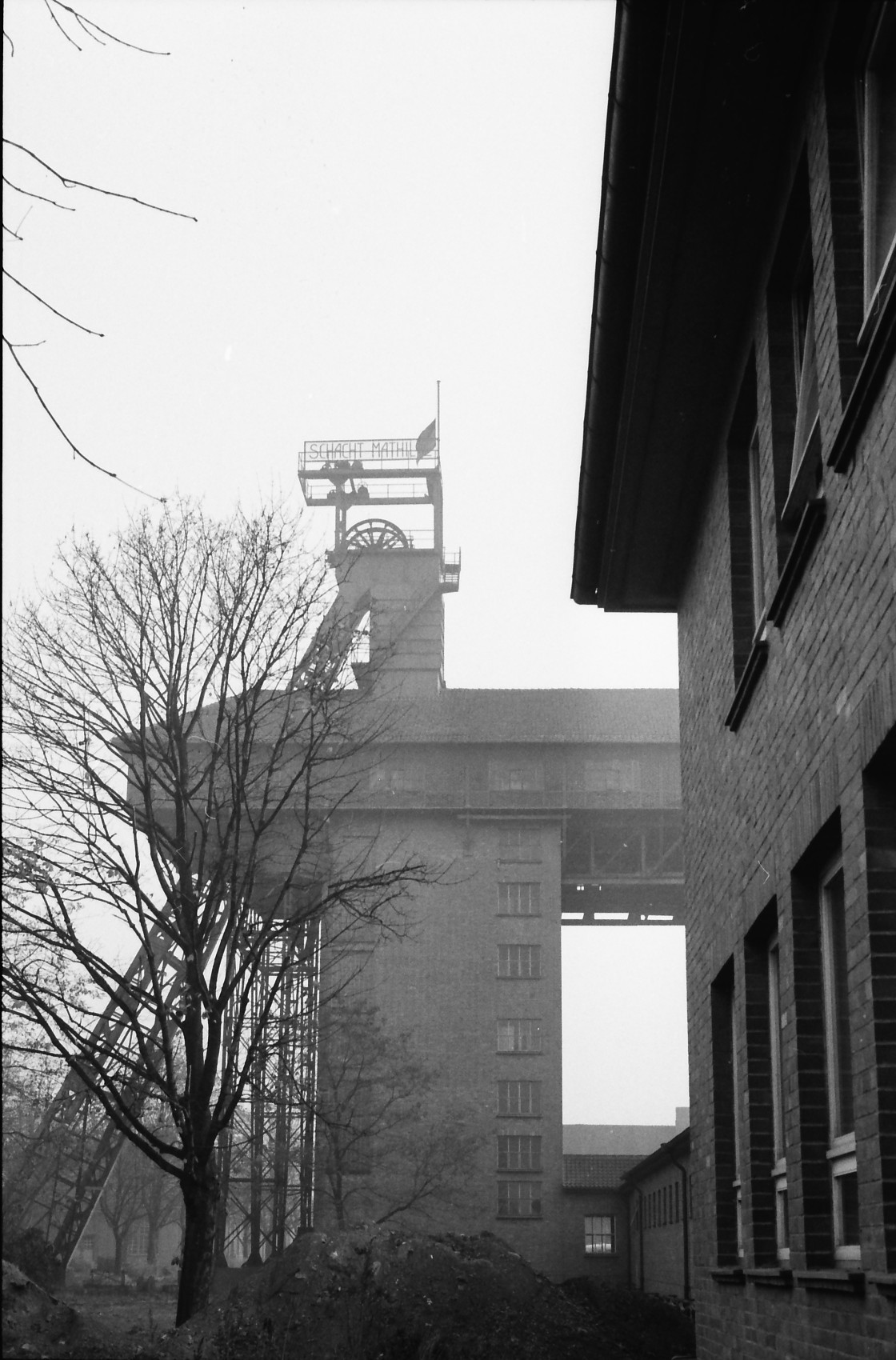
Schacht „Mathilde“ der Eisenerzgrube Lengede-Broistedt zum Zeitpunkt des Unglücks

Das Unglück ereignete sich am Donnerstag, dem 24. Oktober 1963 gegen 20 Uhr, als der zur Grube gehörende Klärteich 12 einbrach und ca. 475.000 Kubikmeter Wasser und Schlamm in die Grube Mathilde strömten. Die gesamte Grube wurde von der 100-m-Sohle bis zur 60-m-Sohle überflutet.
Der Klärteich 12 war in einem ausgeerzten, ehemaligen Tagebau eingerichtet worden. Von dort führten mehrere Schrägstollen hinunter ins Grubengebäude, die vor Inbetriebnahme des Klärteichs verfüllt und nur teilweise abgedichtet worden waren.
Von den 129 unter Tage tätigen Männern, unter ihnen ein Elektromonteur einer Fremdfirma, konnten sich in den ersten Stunden 79 retten. Zwei konnten über Schacht Mathilde ausfahren, 41 über die Materialeinfallende Osten 1, den anderen 36 gelang die Flucht über das Wetterbohrloch Westen 14 mittels von unten eingestellter Fahrten (Leitern) und einer von der Grubenwehr von oben herabgelassenen Strickleiter. Zur Rettung der übrigen Bergleute, für die zunächst wenig Hoffnung bestand, wurde ein Rettungswerk eingeleitet.

### Rettung von sieben Bergleuten
Am Freitag, dem 25. Oktober um 9 Uhr morgens wurde eine erste Suchbohrung angesetzt. Sie zielte auf den Hauptbremsberg in der Nähe der Einbruchstelle oberhalb der 60-m-Sohle, wo sieben Bergleute vermutet wurden. Um 10:10 Uhr traf die Bohrung planmäßig die Strecke und der Kontakt zu den in etwa 40 m Teufe Eingeschlossenen wurde hergestellt. Die angesetzten Rettungsbohrungen wurden eingestellt, nachdem sich durch das Absinken des Wasserspiegels ein anderer Rettungsweg ergab. Am späten Nachmittag gelang es, die Bergleute mit einem Floß über die Einfallende Osten 1 zu retten. Die Aktion wurde gegen 19 Uhr beendet.
Bereits am Samstag, den 26. Oktober, hängte die Betriebsleitung eine Liste mit 39 für tot erklärten Bergleuten am Pförtnerhaus aus, nachdem eine vierte Suchbohrung auf das südöstliche Ende der 70-m-Sohle oberhalb des Wasserspiegels keinen Erfolg hatte.
Für Montag, den 4. November, wurde in der Mehrzweckhalle der Volksschule eine Trauerfeier vorbereitet.

### Rettung von drei Bergleuten
Drei Hauer und ihr Fahrhauer hatten sich am westlichen Streckenende der 100-m-Sohle bei Barbecke befunden, etwa 2,4 km vom Hauptschacht entfernt. Die Einsatzleitung hoffte, dass das einströmende Wasser an dem ansteigenden Streckenende die Luft zusammengedrückt und so eine unter Überdruck stehende Luftblase gebildet hatte – dort würden die Bergleute eine Überlebenschance haben.
Die Schwierigkeit bestand darin, diese Luftblase anzubohren, ohne dass dabei die Luft entweichen konnte. Das Bohrloch musste daher mit einem luftdichten Verschluss, einem sogenannten Preventer, verschlossen werden. Da entsprechende Erfahrungen fehlten, wurden Tiefbohringenieure einer Erdölfirma aus Wietze hinzugezogen.
Am Samstag, dem 26. Oktober gegen 7 Uhr wurde mit der Bohrung begonnen, der Durchschlag in die Strecke in 79 m Teufe erfolgte am Sonntag gegen 17:30 Uhr. Starke Klopfgeräusche am Bohrgestänge signalisierten überlebende Bergleute. Bei der ersten Sprechverbindung meldeten sich lediglich die drei Hauer. Der Fahrhauer hatte sich bereits einige Zeit vor dem Unglück auf den Weg zum Schacht gemacht; damit stieg die Zahl der für tot Erklärten auf 40.
Die drei eingeschlossenen Bergleute wurden nun mit Nahrung und Getränken sowie trockener Kleidung versorgt. Der gesundheitliche Zustand der Männer wurde von Ärzten, darunter auch Spezialärzte der Bundesanstalt für Luftforschung, überwacht. Die anschließende Rettungsbohrung mit ca. 60 cm Durchmesser kam nur langsam voran.
Am Montag, dem 28. Oktober wurde mit einer leistungsfähigeren Bohranlage parallel eine zweite Rettungsbohrung angelegt. Der Durchbruch in die Strecke wurde am 1. November um 4:30 Uhr erreicht, ohne dass die Luft entwich. Um 12:40 Uhr fuhr dann ein Grubenwehrmann zu den Eingeschlossenen hinunter, um ihnen beim Einstieg in die Dahlbuschbombe (eine torpedoförmige Rettungskapsel mit etwa 40 cm Durchmesser) zu helfen. Kurz nach 13:00 Uhr befanden sich die drei Geretteten und der Grubenwehrmann in der Druckkammer. Drei Stunden lang mussten die Männer zur Dekompression in dieser über dem Bohrloch aufgesetzten Kammer verbleiben, dann wurden sie ins Krankenhaus gebracht.
Nach einer weiteren, erfolglosen Suchbohrung wurden die Rettungsarbeiten am Samstag beendet.

### Rettung von elf Bergleuten

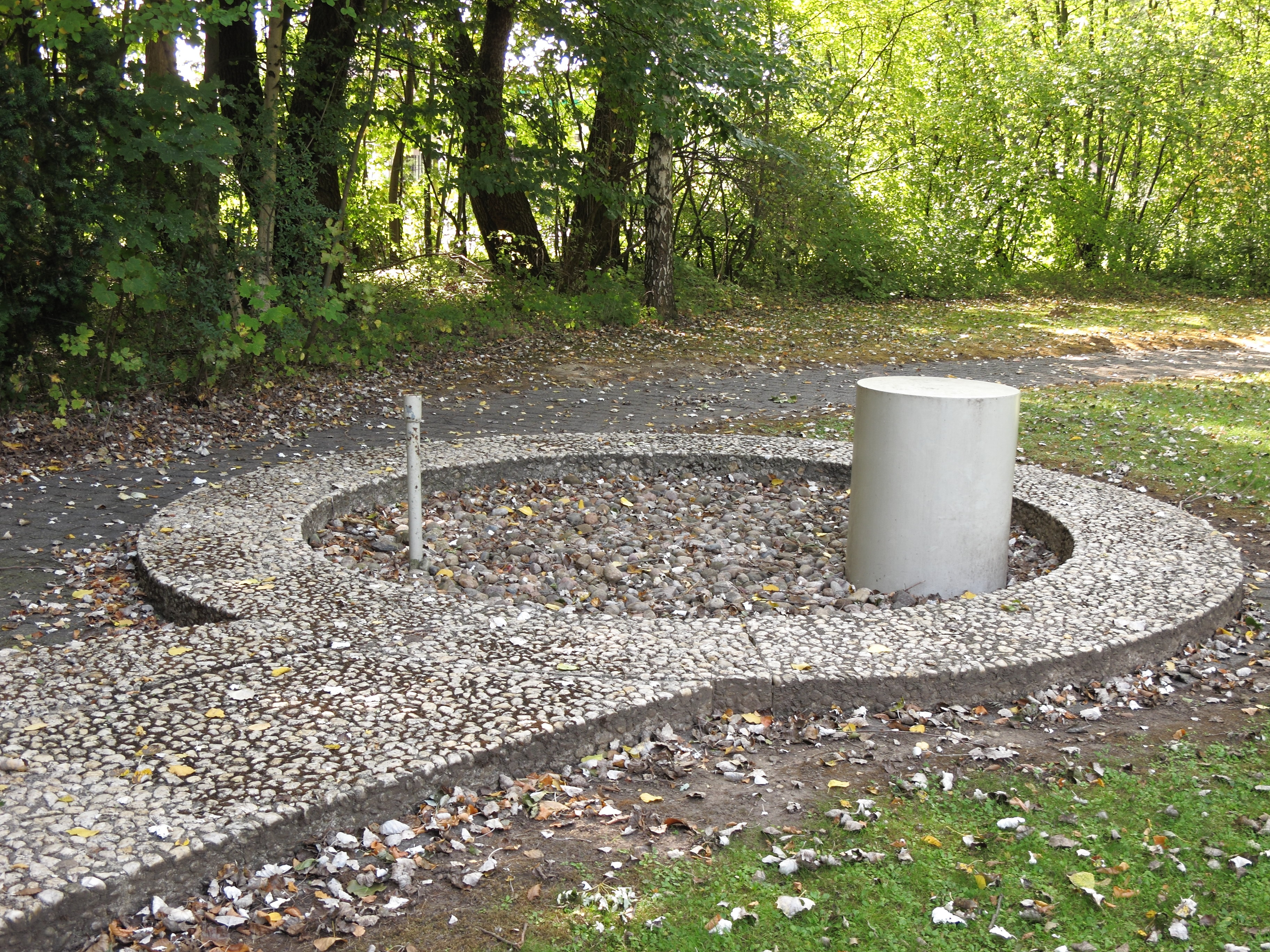
Gedenkstätte des Grubenunglücks 1963. Links: Suchbohrung, 55 m Teufe, 58 mm Innendurchmesser. Rechts: Rettungsbohrung, 56 m Teufe, 480 mm Innendurchmesser.

Die gesamte Belegschaft des Reviers Osten 92 wurde noch vermisst. Die Bergleute hofften, diese hätte sich in den Alten Mann gerettet – ein Gebiet, das entsteht, wenn ein Abbaufeld ausgeerzt ist und sich selbst überlassen wird. Es fällt anschließend in sich zusammen, weshalb es bergbehördlich untersagt ist, Bruchfelder zu betreten. Am Abend des 2. November forderten die Bergleute bei einer Begehung der bereits wieder zugänglichen 60-m-Sohle den Bergwerksdirektor mit großem Nachdruck auf, in diesem Bruchfeld nach Eingeschlossenen zu bohren. Am Sonntag, den 3. November, wurde um 4 Uhr morgens mit der Suchbohrung begonnen, um 6:45 Uhr stieß der Bohrer in 56 m Teufe in einen Hohlraum. Nach 10 bis 15 Minuten ständigen Klopfens an das Bohrgestänge kamen erste schwache Antwortzeichen von unten, es befanden sich also Überlebende in der Bruchhöhle.
Eine Zettelverbindung brachte Gewissheit: Elf Überlebende, darunter ein Elektromonteur, befanden sich dort auf engstem Raum seit zehn Tagen ohne Nahrung und Licht. Später wurde eine Sprechverbindung eingerichtet. Ursprünglich hatten sich 21 Männer in den Bruch retten können, von denen zehn in den Folgetagen durch herabfallende Gesteinsbrocken ums Leben gekommen waren.
Am Montag, dem 4. November, gegen 3:00 Uhr konnte bereits mit einer Rettungsbohrung begonnen werden, nachdem die am Samstag ins Emsland zurückgereiste Bohrmannschaft wieder zur Grube beordert worden war. Die Bergleute wurden über die Suchbohrung mit einem Kaliber von 58 mm mit Nahrung und Kleidung versorgt. Durch die Suchbohrung wurden auch schmale Metallprofile und Planen zu den Eingeschlossenen heruntergelassen, mit denen sie sich gegen Staub und Gesteinsschlag schützen konnten, um ihnen so das Gefühl größerer Sicherheit zu geben.
Am 6. November wurde die Rettungsbohrung ab einer Bohrtiefe von ca. 42 m mit Luftspülung weiter gebohrt, um die Gefahr eines Steinschlages im Bruchhohlraum zu minimieren und einen Wassereinbruch durch das Bohrwasser zu vermeiden. An diesem Tag besuchte Bundeskanzler Ludwig Erhard die Unglücksstelle, um den Eingeschlossenen Mut zuzusprechen. Am 7. November gegen 6:07 Uhr gelang ohne größeren Steinschlag der Durchbruch der Rettungsbohrung an der denkbar günstigsten Stelle in der nordwestlichen Ecke der Bruchhöhle. Nach Vorbereitung der Dahlbuschbombe und Durchführung von Verrohrungs- und Zementierarbeiten fuhr um 13:10 Uhr ein Steiger der Grubenwehr zu den Eingeschlossenen hinunter, ihm folgte ein Fahrsteiger. Um 13:22 Uhr sah der erste der eingeschlossenen Bergleute wieder das Tageslicht, um 14:25 war die Rettungsaktion beendet. Die Geretteten wurden zur medizinischen Versorgung ins Krankenhaus gebracht.

#### „Wunder von Lengede“
Das Überleben und die Rettung der elf Bergleute wurden durch mehrere Zufälle erleichtert, wenn nicht sogar erst ermöglicht:
1. Die Existenz eines genügend großen, begehbaren Hohlraumes im Bruchfeld oberhalb des Wasserspiegels, in dem zunächst 21 Männer Platz fanden.
2. Eine vermutlich in der Nähe der Bruchhöhle gebrochene Pressluftleitung, die die Eingeschlossenen mit genügend frischen Wettern (Luft) versorgte, und trinkbares Wasser in der Höhle.
3. Das Auffinden des Hohlraumes: Der ursprüngliche Bohransatzpunkt hatte von dem Markscheider nur geschätzt werden können; er musste anschließend wegen eines Gleises der Werksbahn über Tage um 2 m verlegt werden. Die Bohrung selbst wich noch einmal um über 2 m von der Senkrechten ab.
4. Um den Steinschlag in der Höhle zu minimieren und keinen Wassereinbruch zu verursachen, musste im letzten Abschnitt mit Pressluft statt Wasser als Spülmittel gebohrt werden. Dies war bei einem Durchmesser von ca. 60 cm technisches Neuland. Durch Zufall stand in einer großen Maschinenfabrik im Ruhrgebiet ein entsprechend leistungsfähiger Luftverdichter zur Auslieferung bereit. Dieser wurde schnellstens nach Lengede gebracht.[2]

## Tödlich Verunglückte
Mit der Rettung der elf Männer aus der Bruchhöhle des Alten Mannes wurden die Rettungsarbeiten in Lengede endgültig eingestellt. 29 Bergleute kamen bei dem Grubenunglück ums Leben. Es ist davon auszugehen, dass 15 Männer noch am ersten Unglückstag ertrunken sind. Zehn Bergleute starben im Alten Mann in den zehn Tagen, bevor die dortige Gruppe gefunden wurde. Sie konnten nicht geborgen werden.
Bei den anschließenden Sümpfungsarbeiten (Abpumpen des Wassers und Säuberung) der Grube wurden Tote gefunden und geborgen. Anhand des Bartwuchses von drei Bergleuten wurde festgestellt, dass diese noch bis zu 14 Tage nach dem Wassereinbruch gelebt hatten. Die Leiche eines Bergmannes wurde nie gefunden.

## Ermittlungen zur Unglücksursache
Schon während der Rettungsaktion ermittelten der Hildesheimer Oberstaatsanwalt Erich Topf und die Kriminalpolizei. Das war unüblich, denn in der Regel leitet die zuständige Bergbehörde die Untersuchungen, da bei der Staatsanwaltschaft nicht die gleiche Fachkompetenz vorhanden ist. Man wollte jedoch so einem Interessenskonflikt vorbeugen, denn der Leiter des Bergamtes Hildesheim war der Oberbergrat Wilhelm Ferling, Vater des Lengeder Bergwerksdirektors Peter Ferling.
Die Ursache der Katastrophe war der Einbruch von Schlamm und Wasser aus dem Klärteich 12 in mehrere Stollen. Dieser Klärteich entstammt noch dem Tagebau. Die Stollenzugänge wurden mit Betonpfropfen und Gesteinsfüllungen abgedichtet, hielten aber nicht.
Die Ziele der Ermittlungen waren daher, festzustellen, …
- ob der Professor für Bodenmechanik an der Technischen Hochschule Hannover, Alfred Streck, sein Gutachten für die Anlage des Klärteichs „nach den Regeln der Kunst“ erstattet habe;
- ob die Grubenleitung den Gutachter mit zuverlässigen Angaben versehen habe;
- ob das zuständige Bergamt Hildesheim das Prüfungs- und Genehmigungsverfahren für die Anlage des Klärteichs sorgfältig genug geführt habe und
- ob der Bauunternehmer den Teich vorschriftsmäßig angelegt habe.

Die Katastrophe und die Ermittlungen traf den Betreiber Ilseder Hütte AG in wirtschaftlich schwieriger Zeit. Um das Bergwerk wieder auf den Stand der Technik zu bringen, wurde vor dem Unglück ein millionenschweres Investitionsprogramm gestartet. Nun kam eine Stilllegung der Erzförderung für Monate hinzu, die hohen Kosten der Instandsetzung und der Rettungsaktion.
Ein bislang unveröffentlichter Untersuchungsbericht, dessen Eigentümer der Rechtsnachfolger Salzgitter AG ist, stellt fest: „Der Betrieb des Klärteiches stellte unter den geschilderten Umständen von Anfang an ein höchstgefährliches Risiko dar“. So zitierte der NDR aus Unterlagen, die im Niedersächsischen Staatsarchiv liegen. Demnach sei es bereits vor dem Grubenunglück wiederholt zu Wassereinbrüchen im Schacht gekommen, die Aufsichtsbehörden seien darüber aber nicht informiert worden.
Dennoch gab es keinen Prozess. Das Oberlandesgericht Celle bestätigte im Januar 1968 das Landgericht Hildesheim, das einen Prozess abgelehnt hatte. Fünf Grubenverantwortliche sowie der Leiter des Bergamtes Hildesheim waren unter anderem wegen fahrlässiger Tötung angeklagt worden.

## Mediale Bedeutung
Aus Lengede berichteten der NDR für Hörfunk und Fernsehen sowie das ZDF. Zeitweise befanden sich 366 aus aller Welt angereiste Zeitungsreporter sowie 83 Rundfunk- und Fernsehmitarbeiter der beiden westdeutschen Fernsehsender vor Ort. In den Tagen nach dem Unglück wurden die Ereignisse weltweit verbreitet. Die Rundfunksender ermöglichten mit ihrer Technik die Kommunikation der Eingeschlossenen mit den Rettern und ihren Angehörigen. Zudem leuchtete das Fernsehen nachts die Rettungsstellen mit seinen Scheinwerfern aus. Das Heraufholen der elf Bergleute am 7. November wurde in einer Sondersendung live im Fernsehen übertragen.
Diese mediale Präsenz bewirkte, dass die Ereignisse aus dem Jahre 1963 mehrfach verfilmt wurden und dass vielen noch heute „das Wunder von Lengede“ ein Begriff ist.
Die technisch aufwendige Rettungsaktion inspirierte Gerry Anderson zu der erfolgreichen Marionettenserie Thunderbirds.

### Verfilmungen und Dokumentationen (Auswahl)
- 1969: Das Wunder von Lengede. Ein Dokumentarspiel. Fritz Böttger, ZDF.
- 1979: Das Wunder von Lengede oder „Ich wünsch’ keinem was wir mitgemacht haben“. Hans-Dieter Grabe, ZDF.
- 1997: Die Grubenkatastrophe. Chronik und Erinnerung. NDR.
- 2003: Das Drama von Lengede.  Ein Film von Frank Bürgin aus der ARD-Sendereihe: Protokoll einer Katastrophe. Dokumentarfilm, Deutschland, Eine Produktion der Zeitlupe GmbH im Auftrag des WDR.
- 2003: Das Wunder von Lengede. Zweiteiliger Spielfilm. Im Auftrag von Sat.1.

### Fiktive Werke
- Wolfgang Held: Das Steingesicht von Oedeleck. Jugenderzählung, 1966. Fiktive, personalisierte Erzählung, die auf dem Unglück von Lengede beruht.

## An der Rettungsaktion beteiligte Firmen und Geräte
| Beteiligte           | Anzahl | Personen |
| -------------------- | ------ | -------- |
| Bohrfirmen           | 06     | 163      |
| Sonstige Hilfsfirmen | 38     | 303      |
| Institute, Verbände  | 08     | 035      |
| Hilfsorganisationen  | 06     | 450      |
| Summe                | 58     | 951      |

Dazu kamen 650 Mitarbeiter der Ilseder Hütte, insbesondere der Grube Lengede, sowie 12 Firmen, die ohne Personeneinsatz Maschinen und Spezialgerät zur Verfügung gestellt haben, sowie zahlreiche Werkstatt-, Transport- und Polizeikräfte.
Die Helfer wurden mit der Lengede-Medaille geehrt.

## Wiederaufnahme der Erzförderung und Schließung der Grube
Nach Beendigung der Sümpfungsarbeiten im Sommer 1964 wurde die Förderung wieder aufgenommen, die Grube entwickelte sich zur modernsten Eisenerzgrube Europas.
Am 31. Dezember 1977 wurde die Eisenerzförderung eingestellt. Am 20. September 1979 wurde der Förderturm des Schachtes Mathilde gesprengt.

## Gedenkstätte und Dauerausstellung

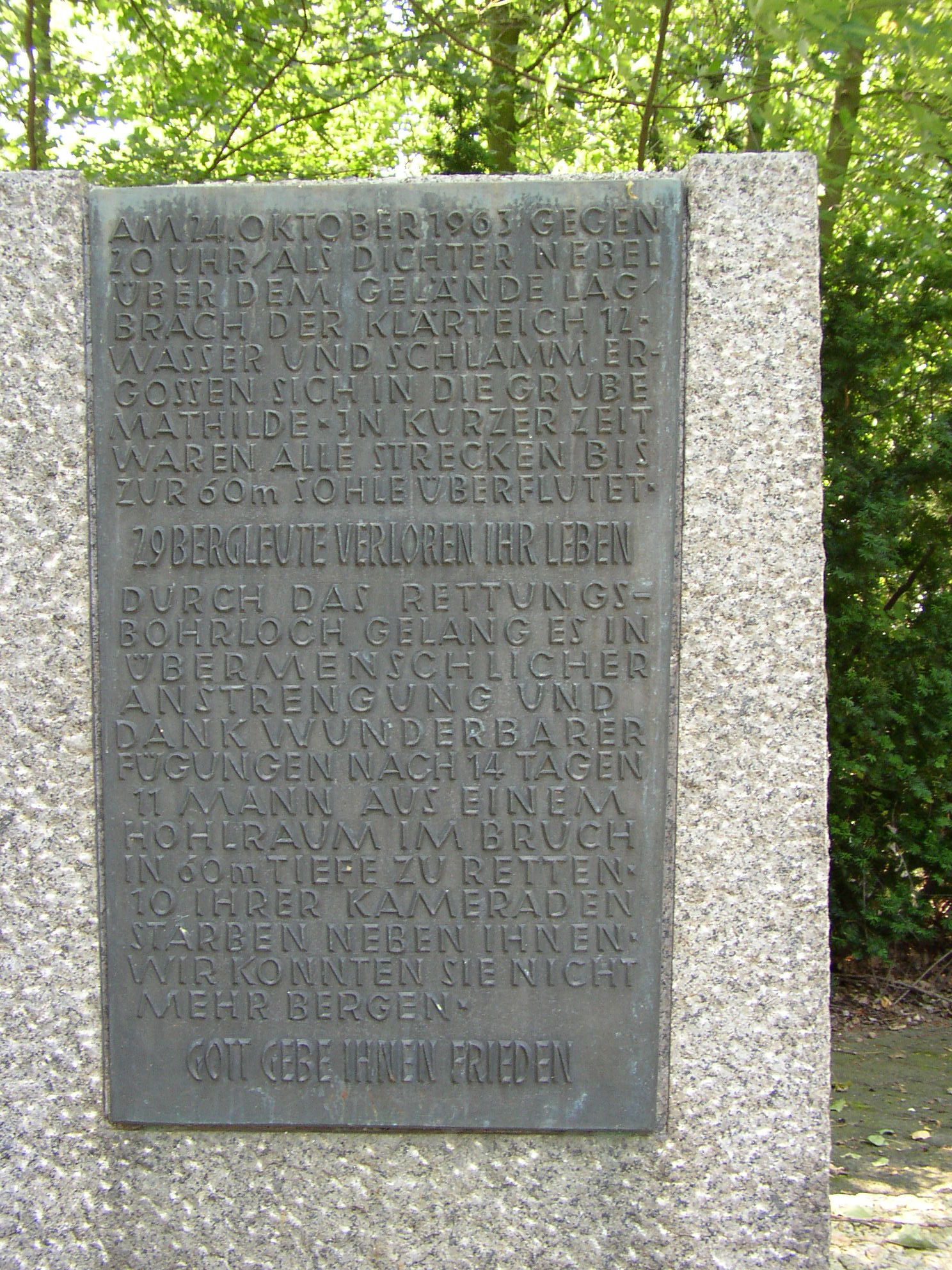
Schilderung des Unglückshergangs

Am 24. Oktober 1964, ein Jahr nach der Katastrophe, wurde an der Stelle der Rettungsbohrung eine Gedenkstätte eingerichtet. Eine Gedenktafel schildert den Unglückshergang; auf einem Steinrelief sind die Namen der Toten eingemeißelt.
Am 26. Januar 1968 ereignete sich ein weiteres Grubenunglück im Schacht Mathilde, als bei einer schweren Explosion zwölf Bergleute ums Leben kamen. Eine Tafel am Eingang der Gedenkstätte erinnert an dieses zweite Grubenunglück.
Von 2007 bis 2023 war im Lengeder Rathaus eine Dauerausstellung mit Originalexponaten der Rettungsaktion zu besichtigen.
Im Jahre 2023 wurde im ehemaligen Verwaltungsgebäude der Grube Mathilde anläßlich des 60. Jahrestages der Rettungsaktion das neue Museum „Wunder von Lengede“ eröffnet.